# Perissodus eccentricus
Perissodus eccentricus là một loài cá thuộc họ Cichlidae. Nó là loài đặc hữu của Zambia. Môi trường sống tự nhiên của chúng là hồ nước ngọt.